# Oliver Mowat
Oliver Mowat (Kingston, Ontario; 22 de julio de 1820 - Toronto, Ontario; 19 de abril de 1903) fue un político canadiense. Fue primer ministro de Ontario de 1872 a 1896.